# Monovin

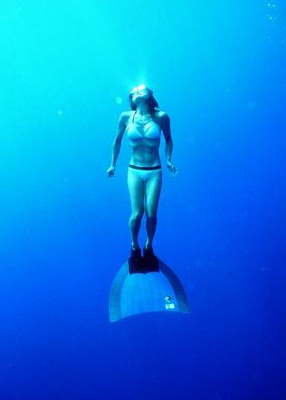
Vrijduikster met monovin

Een monovin is een vin waar de gebruiker met twee voeten in zit. Deze wordt zowel bij het vinzwemmen als bij het vrijduiken (freediving) gebruikt. Monovinnen worden gemaakt van composiet: kunststof versterkt met glasvezel of koolstofvezel. De meeste vinnen zijn handgemaakt en komen uit Rusland en Oekraïne.
Monovinnen werden in 1972 in de Sovjet-Unie geïntroduceerd  door een Oekraïense vinzwemclub en wordt sindsdien voor vinzwemmen gebruikt. Met behulp van een monovin kunnen er snelheden van 12 km/u gehaald worden.
Door hun vorm doet iemand die met een monovin zwemt aan een zeemeermin of zeemeerman denken.